# Zürich Hauptbahnhof

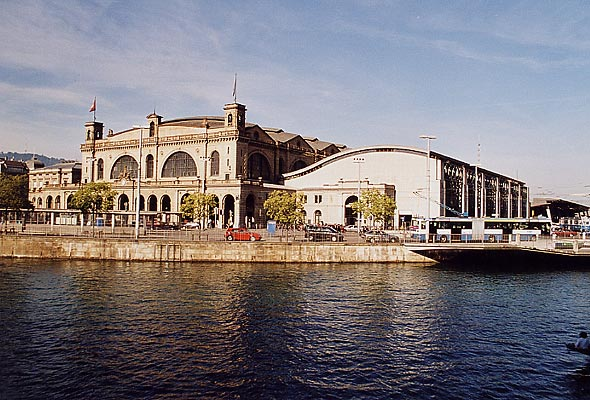
Budynek dworca

Zürich Hauptbahnhof (też Zürich HB, do roku 1893 Bahnhof Zürich) – główny dworzec kolejowy w Zurychu i największy w Szwajcarii. Położony jest w samym centrum miasta. Znajduje się na przecięciu szlaków kolejowych z Niemiec, a także z Włoch, Austrii i Francji. Odnotowując ponad 2915 przejazdów pociągów dziennie, jest jedną z najbardziej ruchliwych stacji kolejowych na świecie. Dworzec główny w Zurichu przyjmuje około 400 tysięcy pasażerów dziennie.

## Historia
Główny dworzec w Zurychu został zbudowany przez architekta Gustava Albert Wegmanna (1812-1858) i jest jednym z najstarszych dworców kolejowych w Szwajcarii. Pierwotnie był ostatnią stacją pierwszego szlaku kolejowego w Szwajcarii Spanisch-Brötli-Bahn. Otwarty został w 1847. W 1871, z powodu zwiększenia ruchu kolejowego, powstał w tym samym miejscu zupełnie nowy budynek dworca w stylu neorenesansowym. W 1923 zelektryfikowano pierwszą trasę kolejową w Zurychu. W latach 90 XX w. dobudowano dworzec Südwest, który połączył dworzec ze stacją metra.